# Суворово (община)
Вижте пояснителната страница за други значения на Суворово.
Община Суворово се намира в Североизточна България и е една от съставните общини на област Варна.

## География

### Географско положение, граници, големина
Общината се намира в северната част на област Варна. С площта си от 215,877 km2 заема 9-о място сред 12-те общини на областта, което съставлява 5,64% от територията на областта. Границите ѝ са следните:
- на изток – община Аксаково;
- на юг – община Девня;
- на югозапад – община Ветрино;
- на север – община Вълчи дол.

### Релеф, води
Релефът на общината е хълмисто-равнинен, с плоски и загладени хълмове, с недълбоки долини с полегати склонове. Североизточната половина е заета от най-южните части на Добруджанското плато, като тук надморската височина варира между 250 и 300 m. Най-високата точка е връх Трънето (378 m), разположен северно от село Баново. В югозападната половина се простира северната част на Девненската низина, като тук в коритото на река Девня е и най-ниската точка на общината – 50 m н.в.
От северозапад на югоизток, почти през средата на общината преминава границата между Дунавския водосборния басейн и Черноморския водосборен басейн. Южно от село Изгрев извира Суха река, която с най-горното си течение протича през най-източната част на общината и се влива като суходолие в река Дунав на румънска територия. Югозападната половина е заета от басейна на река Девня, която е ляв приток на Провадийска река и, която се отнася към Черноморския водосборен басейн.
На територията на общината има изградени няколко микроязовира, по-големи от които са „Левски“, „николаевка 1“, „Николаевка 2“ и други, водите на които се използват основно за напояване на земеделските земи.

### Населени места
Общината се състои от 9 населени места. Списък на населените места, подредени по азбучен ред, население и площ на землищата им:
| Населено място | Пребр. на населението през 2021 г. | Площ на землището (в км2) | Забележка (старо име) | Населено място | Пребр. на населението през 2021 г. | Площ на землището (в км2) | Забележка (старо име)           |
| Баново         | 167                                | 12,978                    | Сюн бей               | Николаевка     | 363                                | 34,586                    | Хадърча                         |
| Дръндар        | 140                                | 12,478                    | Халлачлу, Драндар     | Просечен       | 23                                 | 5,780                     | Боазкесен, Сьоютлю              |
| Изгрев         | 188                                | 16,351                    | Гюндооду              | Суворово       | 3971                               | 58,075                    | Козлуджа, Новградец             |
| Калиманци      | 348                                | 14,300                    | Гевреклер             | Чернево        | 1030                               | 40,833                    | Кара Хюсеин, Срацимир           |
| Левски         | 261                                | 20,496                    | Чатма, Сару Мурад     | ОБЩО           | 6491                               | 215,877                   | няма населени места без землища |

## Административно-териториални промени
- Височайши доклад № 4484/обн. 18.06.1881 г. – преименува с. Хадърча на с. Николаевка;
- МЗ № 2820/обн. 14.08.1934 г. – преименува с. Сюн бей на с. Баново;

– преименува с. Гюн догду на с. Изгрев;
– преименува с. Гевреклер на с. Калиманци;
– преименува с. Чатма на с. Левски;
– преименува с. Козлуджа на с. Новградец;
– преименува с. Боаз кесен на с. Просечен;
– преименува с. Кара Хюсеин на с. Срацимир;
- МЗ № 3775/обн. 07.12.1934 г. – преименува с. Халачлии на с. Драндар;
- МЗ № 2431/обн. 31.05.1946 г. – преименува с. Срацимир на с. Чернево;
- указ № 288/обн. 20.06.1950 г. – преименува с. Новградец на с. Суворово;
- през 1956 г. – осъвременено е името на с. Драндар на с. Дръндар без административен акт;
- Указ № 2907/обн. 07.09.1984 г. – признава с. Суворово за гр. Суворово.

## Население

### Етнически състав
Преброяване на населението през 2011 г.
Численост и дял на етническите групи според преброяването на населението през 2011 г., по населени места (подредени по численост на населението):
| Населено място | Численост | Численост | Численост | Численост | Численост | Численост           | Численост     | Населено място | Дял (в %) | Дял (в %) | Дял (в %) | Дял (в %) | Дял (в %)           | Дял (в %)     |
| Населено място | Общо      | Българи   | Турци     | Цигани    | Други     | Не се самоопределят | Не отговорили | Населено място | Българи   | Турци     | Цигани    | Други     | Не се самоопределят | Не отговорили |
| Общо           | 7225      | 3805      | 1288      | 316       | 77        | 312                 | 1427          | 100.00         | 52.66     | 17.82     | 4.37      | 1.06      | 4.31                | 19.75         |
| -------------- | --------- | --------- | --------- | --------- | --------- | ------------------- | ------------- | -------------- | --------- | --------- | --------- | --------- | ------------------- | ------------- |
| Суворово       | 4571      | 2084      | 959       | 195       | 44        | 285                 | 1004          | Суворово       | 45.59     | 20.98     | 4.26      | 0.96      | 6.23                | 21.96         |
| Чернево        | 1373      | 771       | 149       | 69        | 10        | 10                  | 364           | Чернево        | 56.15     | 10.85     | 5.02      | 0.72      | 0.72                | 26.51         |
| Николаевка     | 436       | 353       | 10        | 52        | 13        | 5                   | 3             | Николаевка     | 80.96     | 2.29      | 11.92     | 2.98      | 1.14                | 0.68          |
| Калиманци      | 231       | 200       | 0         | 0         |           |                     | 22            | Калиманци      | 86.58     | 0.00      | 0.00      |           |                     | 9.52          |
| Дръндар        | 189       |           | 162       | 0         |           | 0                   | 24            | Дръндар        |           | 85.71     | 0.00      |           | 0.00                | 12.69         |
| Левски         | 177       | 156       | 8         | 0         | 0         | 11                  | 2             | Левски         | 88.13     | 4.51      | 0.00      | 0.00      | 6.21                | 1.12          |
| Изгрев         | 145       | 141       | 0         | 0         | 0         | 0                   | 4             | Изгрев         | 97.24     | 0.00      | 0.00      | 0.00      | 0.00                | 2.83          |
| Баново         | 82        | 77        | 0         | 0         |           |                     | 4             | Баново         | 93.90     | 0.00      | 0.00      |           |                     | 4.87          |
| Просечен       | 21        |           | 0         | 0         |           |                     | 0             | Просечен       |           | 0.00      | 0.00      |           |                     | 0.00          |

### Вероизповедания
Численост и дял на населението по вероизповедание според преброяването на населението през 2011 г.:
|                     | Численост | Дял (в %) |
| Общо                | 7 225     | 100,00    |
| Православие         | 2 877     | 39,82     |
| Католицизъм         | 16        | 0,22      |
| Протестантство      | 38        | 0,52      |
| Ислям               | 865       | 11,97     |
| Друго               | 7         | 0,09      |
| Нямат               | 257       | 3,55      |
| Не се самоопределят | 762       | 10,54     |
| Непоказано          | 2 403     | 33,25     |

## Транспорт
През територията на общината преминава участък от 16,1 km от трасето на жп линията Варна – Добрич – Кардам.
През общината преминават частично 3 пътя от Републиканската пътна мрежа на България с обща дължина 35,9 km:
- последният участък от 8 km от Републикански път III-2009 (от km 3,7 до km 11,7);
- последният участък от 5,3 km от Републикански път III-2702 (от km 30,9 до km 36,2);
- участък от 22,6 km от Републикански път III-2901 (от km 4,3 до km 26,9).

## Топографска карта
- Лист от карта K-35-20. Мащаб: 1 : 100 000.
- Лист от карта K-35-32. Мащаб: 1 : 100 000.

## Праисторически скелет от Суворово
През юни 2011 година археолози откриват почти напълно запазен човешки скелет в центъра на праисторическо жилище в местността „Корията“, край град Суворово, област Варна. Находката е датирана към средата на V хил. пр. Хр. (приблизително 7 500 години) и принадлежи към каменно-медната (халколитна) епоха. Разкопките са ръководени от д-р Владимир Славчев от Археологическия музей във Варна.

### Археологически контекст
Скелетът е открит в опожарено жилище от халколитната култура, част от праисторическо селище, обитавано в периода между 5200 и 4900 г. пр. Хр. Селището в „Корията“ е едно от най-ранните укрепени селища, открити в Североизточна България. Разкрити са останки от крепостна стена, керамика и други предмети от бита.
Откритието има значение за изследванията на праисторическите култури по Черноморското крайбрежие и за разбирането на социалната и архитектурната структура на ранните земеделски общества.

### Състояние на скелета
Скелетът е бил положен легнал в центъра на жилището и е почти изцяло запазен — рядко срещан случай за епохата. Въз основа на данните от мястото на откриване се предполага, че индивидът е загинал по време на разрушителен пожар или нападение.

### Антропологични анализи
След откриването, скелетът е транспортиран за анализ в Германия, в Университета в Тюбинген. Проведените антропологични изследвания установяват, че индивидът е бил в добро физическо здраве, с изключително здрава костна структура. Наблюдават се дегенеративни изменения в областта на раменете и бедрата, които свидетелстват за чести и продължителни физически натоварвания.
Изследователите предполагат, че човекът е изпълнявал функции, свързани с тежък физически труд — възможно е да е бил воин, ловец, ковач или търговец. Тези изводи сочат наличие на социална диференциация и професионална специализация още в този ранен период.

### Значение на находката
Откритието е от изключително значение за археологията на Балканите, тъй като предоставя ценна информация за живота, смъртта, труда и социалната структура на праисторическите общества. Комбинацията от добре запазен скелет, контекст на опожарено жилище и доказателства за укрепления правят селището край Суворово уникално в контекста на халколитната култура в Югоизточна Европа.

## Джамията в Суворово
Джамията в град Суворово, област Варна, е една от най-старите действащи джамии в България, с приблизителна възраст около 470–500 години. Според местни предания, сградата е изградена върху основите на по-стар християнски храм, което е вдъхновило легендата, че минарето ѝ многократно се срутвало, докато не бил поставен специален декоративен елемент между двата полумесеца на върха.
На върха на минарето се намира необичаен орнамент — трилистен флорален мотив, който визуално наподобява християнски кръст. Местното предание гласи, че след като бил поставен този символ, минарето спряло да се руши. Този мотив често се разглежда като символ на религиозна толерантност между мюсюлмани и християни в региона.
Джамията продължава да функционира активно и днес. През 2022 г. са извършени частични ремонтни дейности, включително обновяване на абдест-зоната и покрива. Според настоятелството все още има необходимост от средства за възстановяване на минарето.